# Alfred von der Leyen

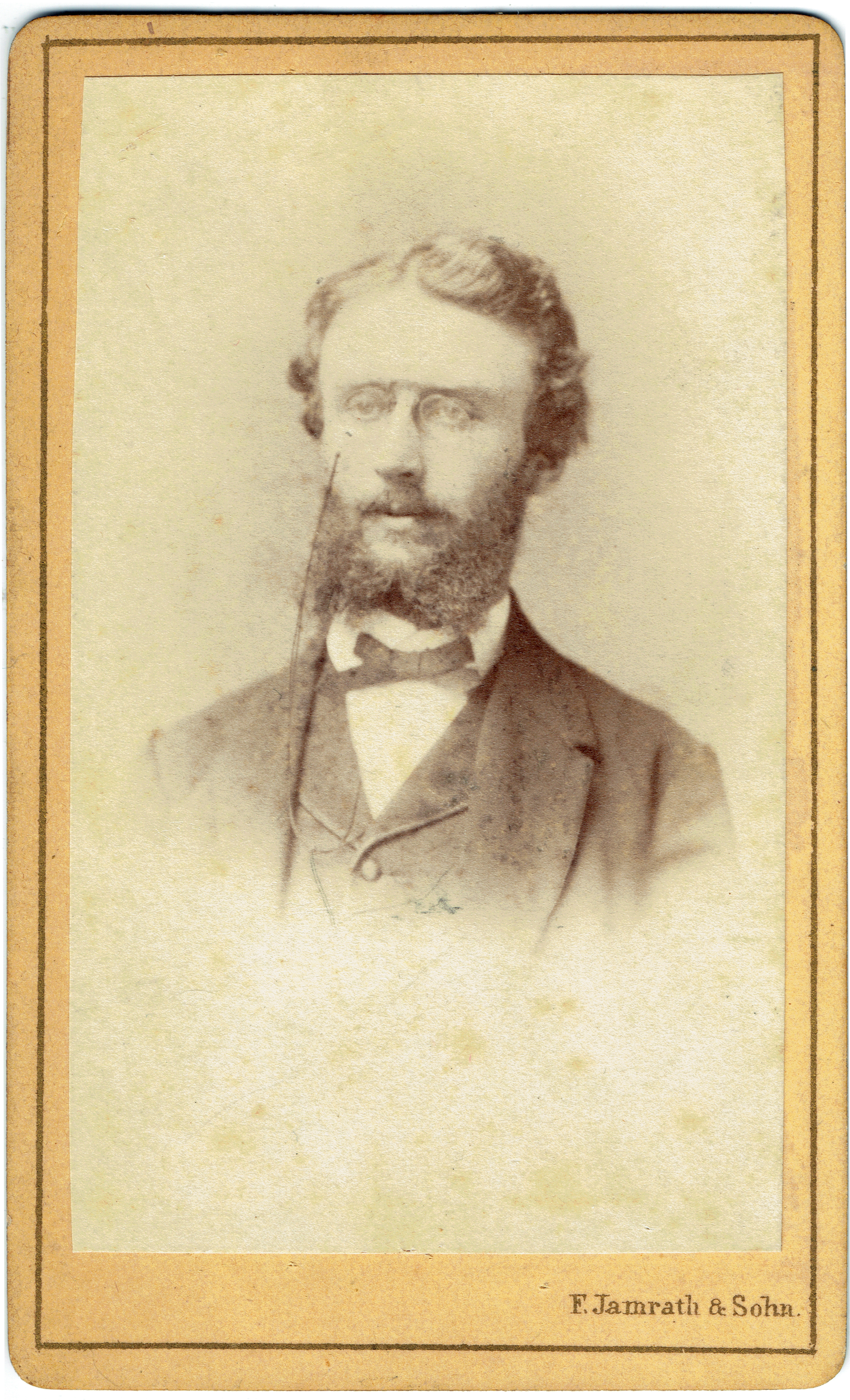
Wirklich Geheimer Oberregierungsrat Alfred Friedrich von der Leyen

Alfred Friedrich von der Leyen (* 28. Juni 1844 in Castrop; † 25. September 1934 in Berlin) war ein deutscher Jurist, Eisenbahnwissenschaftler, Schriftsteller und Hochschullehrer.

## Leben
Alfred von der Leyen wurde als Sohn eines Gutsbesitzers im Haus Goldschmieding geboren. Er besuchte Gymnasien in Hamm und Stuttgart. Nach bestandener Reifeprüfung zog er 1862 zum Studium der Rechte nach Tübingen. Dieses Studium setzte er in Heidelberg und Berlin fort. An der Berliner Universität promovierte er am 4. November 1865 zum „Doktor beider Rechte“. Am 29. November 1865 trat er am Berliner Kammergericht als Auskultator in den Staatsdienst. Am 11. Mai 1867 folgte die Ernennung zum Kammergerichtsreferendar und am 11. Juni 1870 zum Gerichtsassessor. Als solcher war er vom 1. August 1870 bis 31. Januar 1872 am Preußischen Justizministerium tätig.
Zum 1. März 1872 wurde von der Leyen zum Syndikus der Bremer Handelskammer gewählt und übte die Tätigkeit bis Ende Februar 1876 aus.
Von der Leyens Veröffentlichungen auf dem Gebiet des Verkehrswesens erregten die Aufmerksamkeit des Präsidenten des Reichseisenbahnamtes Albert von Maybach, der von der Leyen eine Stellung in seiner Behörde anbot. Von der Leyen nahm dieses Angebot an und wurde am 15. Januar 1876 als „Kaiserlicher Regierungsrat ständiger Hilfsarbeiter“ einberufen. Am 12. Juli 1877 wurde er zum Geheimen Regierungsrat und Vortragenden Rat ernannt. Nachdem von Meybach 1879 zum Minister der öffentlichen Arbeiten ernannt worden war, fiel in sein Ressort die Vereinheitlichung des deutschen Eisenbahnnetzes mit der Verstaatlichung der preußischen Privatbahnen. Hierfür holte er von der Leyen zum 1. Juni 1880 in sein Ministerium, wo ihm ein Referat in Verkehrs- und Tarifangelegenheiten übertragen wurde. Von Maybach übergab ihm ebenfalls die Redaktion der zwei Jahre zuvor gegründeten Zeitschrift Archiv für Eisenbahnwesen mit der Aufgabe diese in eine wissenschaftliche Zeitschrift umzugestalten. 1883 unternahm von der Leyen eine mehrere Monate dauernde Reise durch die Vereinigten Staaten, um das dortige Verkehrswesen zu studieren. Hier nahm er u. a. an der Eröffnung der Northern Pacific Railway teil. Im selben Jahr, am 17. August 1883, wurde er zum Geheimen Oberregierungsrat ernannt.
Ab 1892 übernahm von der Leyen im Rahmen der eisenbahnfachwissenschaftlichen Vorlesungen diejenigen zum Thema der Nationalökonomie der Eisenbahnen an der Universität Berlin. Diese Vorlesungen hielt er bis 1912. Am 14. April 1912 ernannte ihn die Universität Berlin zum ordentlichen Honorarprofessor, und er hielt bis 1924 Vorlesungen. Von 1903 bis 1923 führte von der Leyen neben dem Archiv für Eisenbahnwesen auch die Redaktion der Zeitschrift für Kleinbahnen. Die Redaktion des Archivs für Eisenbahnwesen leitete von der Leyen über 50 Jahre lang bis zu seinem Tode 1934.
Am 12. Dezember 1898 wurde von der Leyen zum Wirklichen Geheimen Oberregierungsrat und zu seiner Pensionierung am 1. April 1912 zum Wirklichen Geheimen Rat mit dem Prädikat Exzellenz ernannt.
Die Philosophische Fakultät der Friedrich-Wilhelms-Universität (heutige Humboldt-Universität) verlieh Alfred von der Leyen am 21. März 1926 „in Anerkennung seiner wissenschaftlichen und seiner Lehrtätigkeit auf dem Gebiet des deutschen und internationalen Verkehrswesens“ die Ehrendoktorwürde.

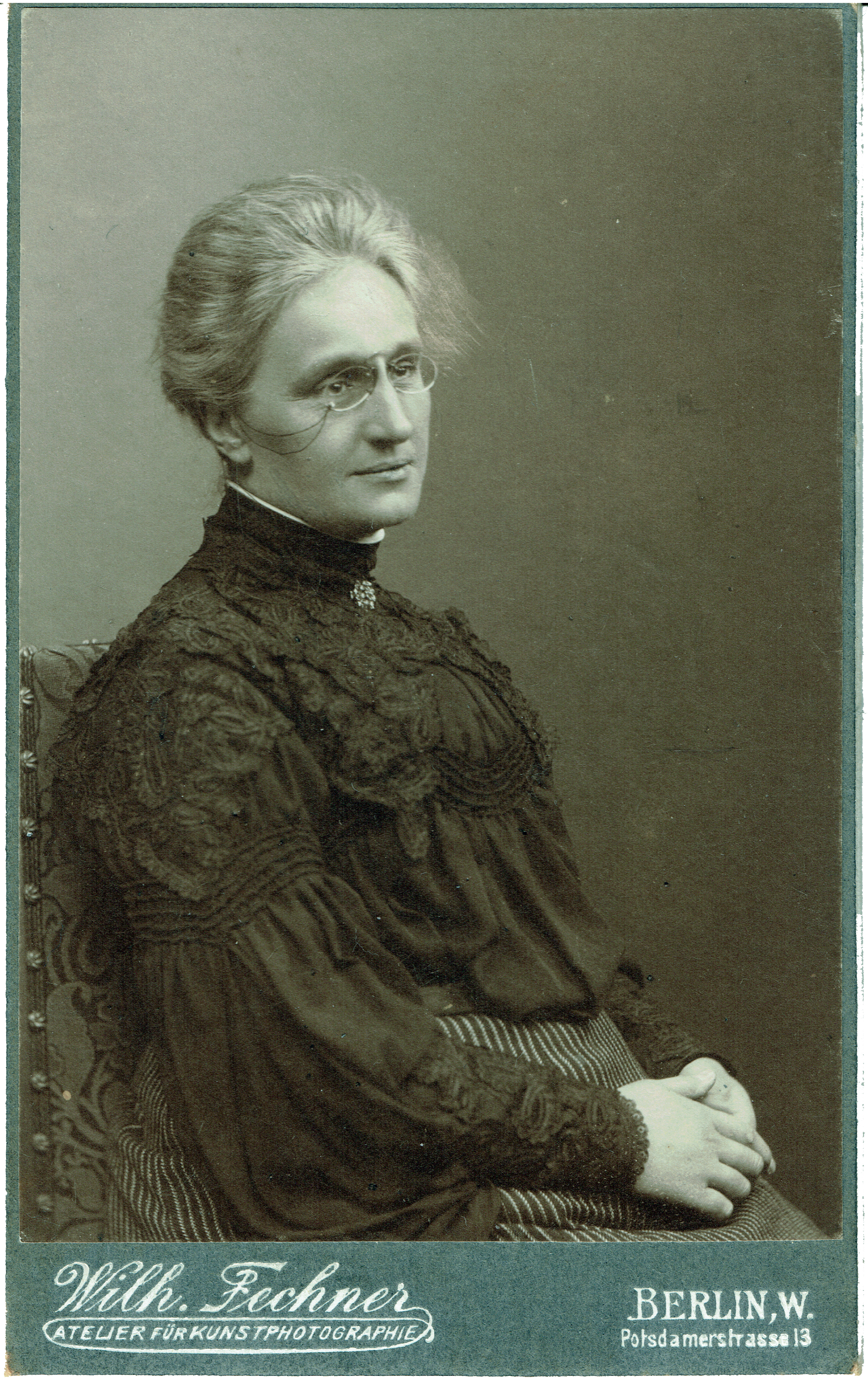
Luise Isabella von der Leyen, geb. Kapp

Alfred von der Leyen war verheiratet mit Luise, geb. Kapp (1852–1908), Tochter von Friedrich Kapp. Das Paar hatte fünf Kinder; Friedrich (* 1873 in Bremen; † 1966 in Kirchseeon), Else (* 1874 in Bremen; † 1908 in Berlin), Margarethe (* 1875 in Bremen; † 1956 in Berlin), Ludwig (* 1885 in Charlottenburg; † 1967 in Malente) und Ruth (* 1888 in Charlottenburg; † 1935 in Berlin). Alfred von der Leyen war der Schwiegervater von Felix Jacoby (verheiratet mit Margarethe von der Leyen) und somit Großvater von dessen Sohn Georg Jacoby. Alfred von der Leyen verstarb 90-jährig in der Nacht vom 24. auf den 25. September 1934 in seiner Wohnung in der Bayrischen Straße 9 in Berlin-Wilmersdorf. In einem Nachruf wurde er als „Nestor der deutschen Eisenbahnwissenschaft“ bezeichnet.

## Auszeichnungen
- 1900 Orden des Heiligen Schatzes, Großoffizier (Japan)[4]
- 1906 Wasaorden, Kommandeur II. Klasse (Schweden)[5]
- 1908 Sankt-Stanislaus-Orden, Ritter I. Klasse (Russland)[6]
- 1909 Verdienstorden Philipps des Großmütigen, Komtur I. Klasse (Großherzogtum Hessen)[7]
- Anfang 1912 Orden der Aufgehenden Sonne II. Klasse (Japan)[8]

## Veröffentlichungen
- Zehn Jahre Preußische Eisenbahn-Politik. 1876.
- Die Nordamerikanischen Eisenbahnen in ihren politischen und wirtschaftlichen Beziehungen. Verlag von Veit & Comp., Leipzig 1885.
- Die Vertretung der wirtschaftlichen Interessen bei den Eisenbahnen. 1888.
- Die Finanz- und Verkehrspolitik der nordamerikanischen Eisenbahnen. Verlag von Julius Springer, Berlin 1895.
- Die Eisenbahn-Politik des Fürsten Bismarck. Verlag von Julius Springer, Berlin 1913.
- Die Verkehrsbeziehungen zwischen dem Deutschen Reich, Österreich und Ungarn. 1916.
- Friedrich List der Vorkämpfer des deutschen Eisenbahnwesens. Verlag von Julius Springer, Berlin 1931.
- Verschiedene Artikel, sowie, nach dem Tod des Herausgebers, das Vorwort und Nachwort zum letzten Band, In: Victor von Röll (Hrsg.): Enzyklopädie des Eisenbahnwesens. 2. Auflage in 10 Bänden. Urban & Schwarzenberg, Berlin / Wien 1912–1923.